# Federico Canalejas y Fustegueras
Federico Canalejas y Fustegueras (1873-1899) fue un escritor y periodista español.

## Biografía
Federico Canalejas y Fustegueras nació el 1 de octubre de 1873 en la localidad cordobesa de Lucena. Redactor de La Ilustración Española y Americana y colaborador de Blanco y Negro, Madrid Cómico, Barcelona Cómica y El Gato Negro, entre otras publicaciones periódicas, falleció muy joven el 20 de noviembre de 1899 a causa de la tuberculosis. Citado como un bohemio, fue autor de obras como Idilio, conato de parodia del de G. Núñez de Arce (1894) y Poesías (Madrid, 1900). Cuenca Benet le atribuye el seudónimo «Calaínos».
Era hijo de Federico Canalejas y Casas y Ramona Fustegueras. Tuvo dos hermanos mayores: Eduardo, fallecido el 22 de diciembre de 1874 a los seis años de edad, y Leonor, escritora como él.